# Chiesa di San Publio (Floriana)
La Chiesa parrocchiale di San Publio (Knisja Arċipretali ta' San Publiju in lingua maltese), comunemente nota come Chiesa di San Publio o Chiesa parrocchiale di Floriana, è un luogo di culto cattolico romano di Floriana.
Costruita fra il 1733 e il 1892 e ristrutturata nella seconda metà del XX secolo e dedicata a San Publio, tradizionalmente considerato il primo vescovo di Malta, fu una delle ultime grandi chiese erette dai Cavalieri di Malta durante il loro dominio sull'isola e costituisce il più grande edificio religioso della città, nonché uno dei maggiori di tutta la nazione.

## Storia
La prima pietra della futura Chiesa di San Publio, progettata dall'allora architetto dell'Ordine di San Giovanni Francesco Marandon, fu posata il 2 agosto 1733 sotto la supervisione dell'allora vescovo di Malta Paul Alphéran de Bussan, alla presenza del Gran Maestro António Manoel de Vilhena. La sagrestia fu il primo elemento dell'edificio ad essere completato sette anni dopo, ed iniziò ad essere usata come luogo di culto dagli abitanti della città. La costruzione venne completata il 17 gennaio 1768, con il trasferimento della reliquia di San Publio nell'edificio. Inizialmente parte della parrocchia del Naufragio di San Paolo nella vicina La Valletta, la chiesa venne elevata al rango di vice parrocchia nel 1776, ed una cripta venne poco dopo aggiunta all'impianto originario dell'edificio.
La chiesa venne solennemente inaugurata il 28 marzo 1792 dal vescovo Vincenzo Labini. Nel 1844, anche a seguito della crescita della popolazione cittadina, divenne definitivamente sede di una parrocchia autonoma.

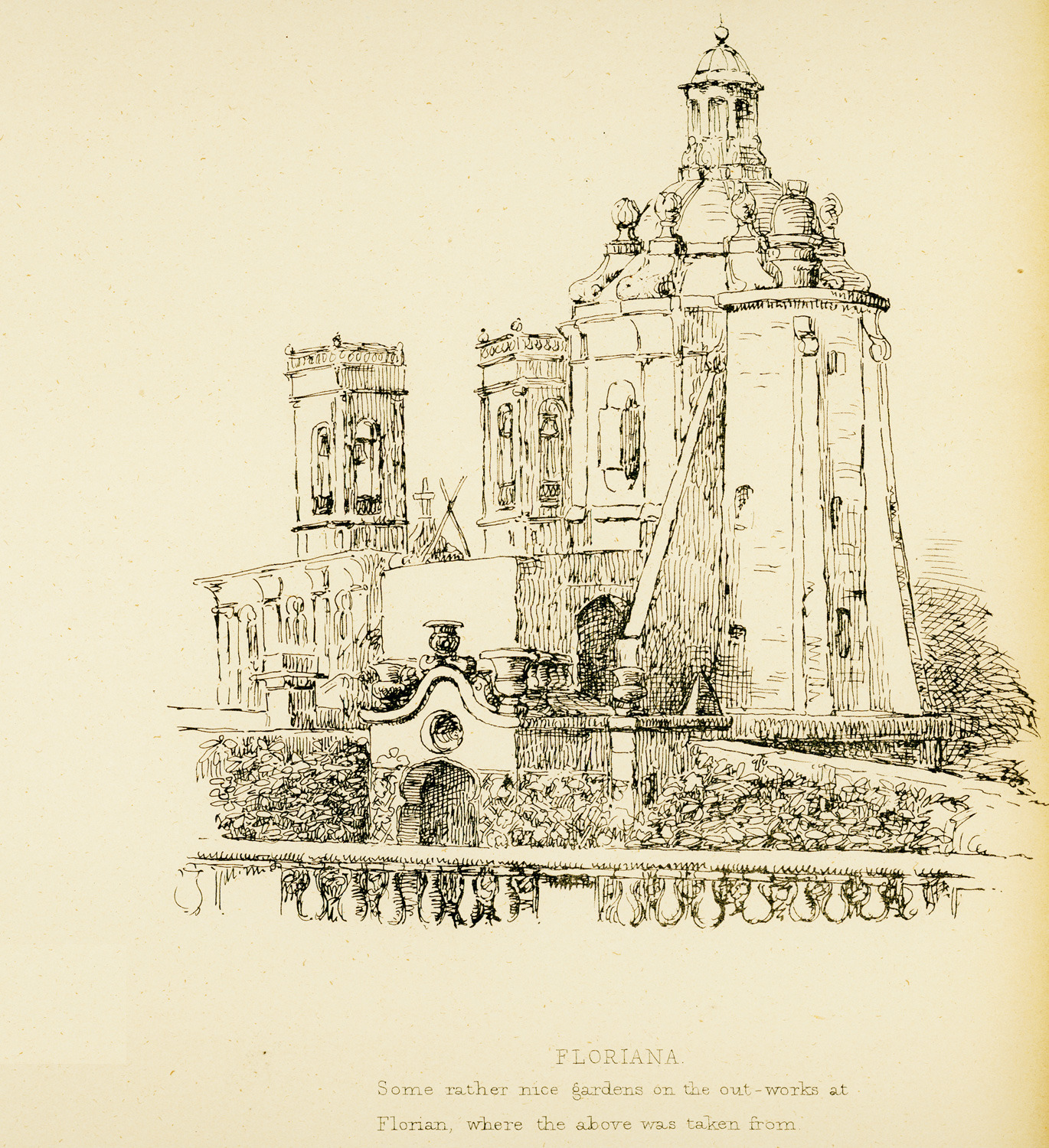
Disegno della vecchia Chiesa di S. Publio vista dal retro negli anni '50 dell'Ottocento

Fra il 1856 ed il 1861 vennero aggiunte all'impianto originale due navate ed un oratorio. Nel 1884 vennero iniziati i lavori per la costruzione di una nuova facciata, terminata nel 1890 ad opera dell'architetto Nicola Zammit; del 1892 è invece l'aggiunta delle due torri campanarie.
La chiesa fu gravemente danneggiata durante la Seconda guerra mondiale: il 28 aprile 1942 un'incursione dell'aviazione tedesca causò il crollo della cripta e di parte della volta, causando la morte di 13 persone. La ricostruzione, iniziata nel 1944 sotto la supervisione dell'architetto Gustav Vincenti, fu completata solo dieci anni dopo. Il restauro dell'interno dell'edificio fu invece terminato all'inizio degli anni '90.
La chiesa è classificata come monumento nazionale di Grado 1, e figura nell'elenco dell'Inventario Nazionale dei Beni Culturali delle Isole Maltesi.

## Descrizione

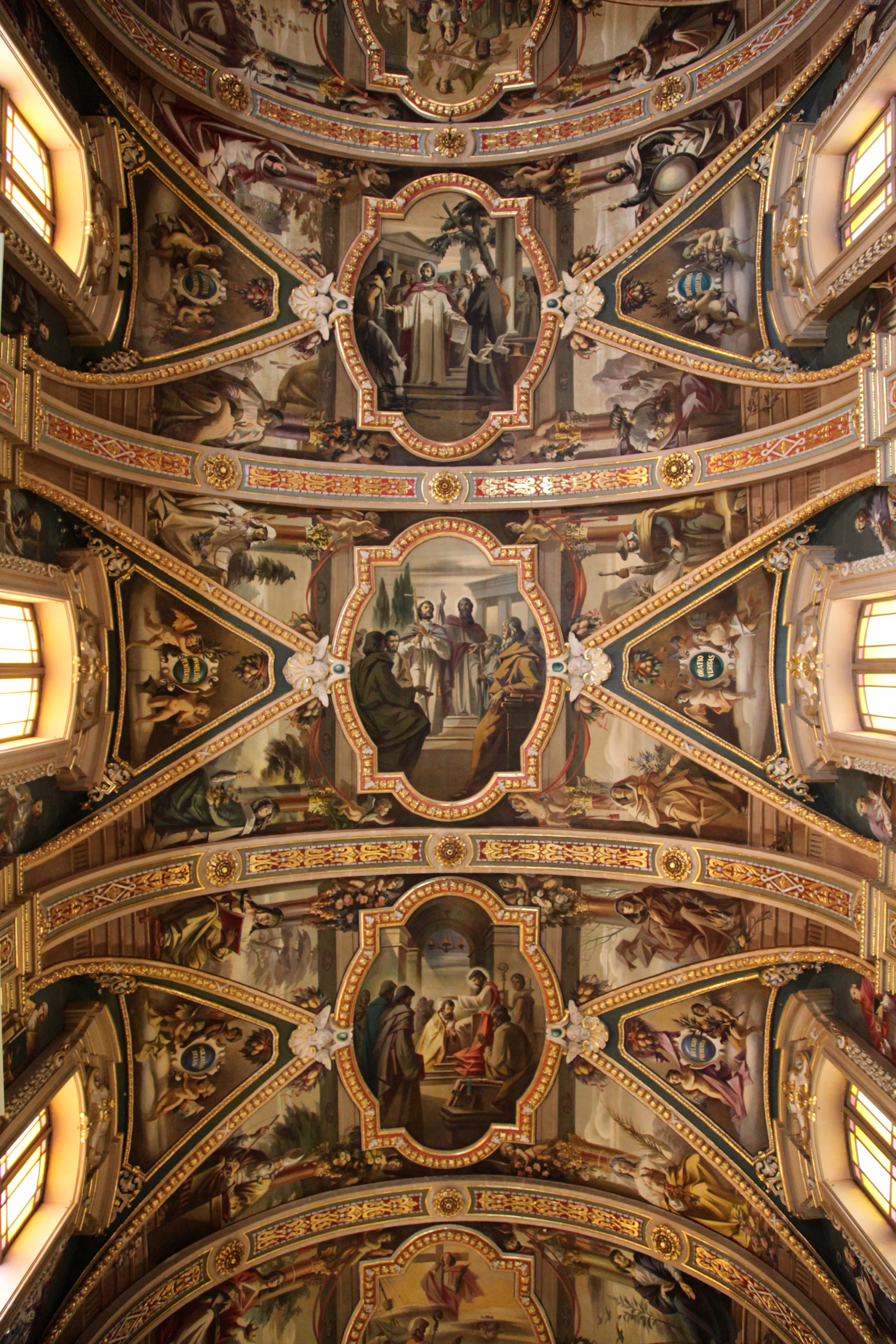
Vista degli affreschi sul soffitto

La facciata della Chiesa di S. Publio si presenta come portico neoclassico sormontato da un frontone triangolare, fiancheggiato da due campanili posti su entrambi i lati. Sulla sommità della facciata si erge una statua di Cristo Re. La chiesa ha pianta cruciforme e vanta una cupola e degli interni riccamente decorati.
La pala d'altare raffigurante il martirio di San Publio risale al 1773 ed è opera di Antoine de Favray e del suo allievo Filippo Vincenzo Pace. Il soffitto è decorato da dipinti raffiguranti il naufragio di San Paolo e il suo soggiorno a Malta. Uno degli elementi decorativi centrali della chiesa, la statua lignea di San Publio, fu scolpito dall'artista maltese Vincenzo Dimech nel 1811 e restaurato dai danni subiti dai bombardamenti bellici nel 1991. Nella chiesa si trovano anche diversi altri dipinti, tra cui opere di Giuseppe Calì, autore delle nuove decorazioni del soffitto, Emvin Cremona e molti altri artisti.